# Antoni Marceli Szymański
Antoni Marceli Szymański (ur. 15 stycznia 1813 w Warszawie, zm. 8 października 1894 w Paryżu) – oficer wojsk polskich w powstaniu listopadowym, prawnik, publicysta.

## Życiorys
Syn Wawrzyńca i Marianny z Ziemińskich. Ukończył Liceum Warszawskie, którego rektorem był Samuel Linde. We wrześniu 1830 rozpoczął studia na wydziale prawa Uniwersytetu Warszawskiego. Po wybuchu powstania listopadowego wstąpił do Gwardii Akademickiej skąd w styczniu 1831 został przeniesiony do 5 Pułku Strzelców Pieszych Dzieci Warszawskich pod dowództwem Alojzego Czołczyńskiego; walczył pod Dębem, Rutkami, Ostrołęką i Wolą.
Po upadku Warszawy z korpusem generała Macieja Rybińskiego przeszedł granicę Prus w okolicach Jastrzębia skąd w styczniu 1832 udał się do Francji. W 1835 w Aix-en-Provence ukończył prawo i zamieszkał w Paryżu. Był członkiem trzech emigracyjnych towarzystw: historycznego, statystycznego i literackiego. Wiele publikował, nie angażował się jednak w działalność polityczną emigracji. W dojrzałym wieku ożenił się z Elisabeth Mary Barton.
Po 31 latach służby na różnych stanowiskach administracji Paryża przeszedł na emeryturę. Zmarł na emigracji. Zgodnie z jego życzeniem został pochowany na Cmentarzu Montmorency w Paryżu.

## Wybrane Publikacje
- O słowiańszczyźnie południowej, 1846
- O Rumunii, 1846
- O Finlandii, 1847
- O ludach południowej Rosji: Tatarach i Kozakach, 1847
- O Szwecji po wojnach polskich, 1847
- O Turcji po wojnach polskich, 1848
- O Węgrzech, 1849
- O Zollvereinie, 1849